# دارين وانغ
دارين وانغ (بالصينية: 王大陸) هو ممثل تايواني، ولد في 29 مايو 1991 في تايوان. من أعماله مسلسل الذئب

## وصلات خارجية
- دارين وانغ على موقع IMDb (الإنجليزية)
- دارين وانغ على موقع أول موفي (الإنجليزية)
- دارين وانغ على موقع قاعدة بيانات الفيلم (الإنجليزية)
- دارين وانغ على موقع كينوبويسك (الروسية)